# Gregor Wollenek
Gregor Wollenek (* 10. April 1953 in Stockholm) ist ein österreichischer Herzchirurg und Hochschullehrer.

## Leben und Wirken
Gregor Wollenek wurde am 10. April 1953 in Stockholm geboren. Seine Kindheit verbrachte er in Dalarna in Mittelschweden und seine Jugend- und Studienzeit in Baden bei Wien. Sein Studium der Medizin an der Universität Wien schloss er 1981 mit der Promotion zum Dr. med. ab. Während seines Medizinstudiums verschaffte er sich Zusatzwissen als Hörer von Lehrveranstaltungen anderer Studienrichtungen wie Geschichtswissenschaft, Kunstgeschichte und Rechtswissenschaft. Sein Interesse für Rechtswissenschaft kam ihm bei seiner späteren Tätigkeit als Gerichtsmediziner und als gerichtlich zertifizierter Sachverständiger für Chirurgie zugute.
Als Assistent war er bis 1984 in Wien am Institut für Gerichtliche Medizin und sodann in Wien an der 2. Chirurgischen Universitätsklinik und ihrer Nachfolgeinstitution, der späteren Abteilung für Herz-Thorax-Chirurgie, tätig. Einer zusätzlichen Ausbildung unterzog er sich im Bereich Kinderherzchirurgie in London. Gastarztaufenthalte absolvierte er im Boston Children’s Hospital und in der Mayo Clinic. 1989 wurde er Facharzt für Chirurgie. 1997 erfolgte seine Habilitierung und im selben Jahr begann er als ao. Univ.-Prof. an der Universität Wien mit seiner Lehrtätigkeit im Fach Chirurgie sowie mit der Betreuung von Studenten und Dissertanten.
Am Wiener AKH war Gregor Wollenek sodann mehr als 20 Jahre als Oberarzt der Herz-Thorax-Chirurgie und 14 Jahre lang als stellvertretender Abteilungsleiter der Abteilung Herzchirurgie hauptverantwortlich für die Chirurgie der angeborenen Herzfehler. Er war auch Vertrauensarzt des Pflegepersonals und Mitglied der Ethikkommission an der Medizinischen Universität Wien. Außerdem war er ab 2014 in der Menschenrechtskommission der Volksanwaltschaft tätig. Nach seiner Pensionierung als Spitalsarzt wurde er am 1. Jänner 2022 zum Ombudsmann der SeneCura Gruppe bestellt.

## Weiteres fachspezifisches Engagement
Neben seiner Berufstätigkeit als Wiener Spitalsarzt trat Gregor Wollenek mit unentgeltlich durchgeführten fachspezifischen Aktivitäten hervor. Er war Gründungsmitglied und wissenschaftlicher Mitarbeiter der Selbsthilfegruppen „Aktion Kinderherz“ und „Starke Herzen“. Ab dem Jahr 2000 war er Leiter und Organisator der von ihm initiierten Aktion „Kinderherzchirurgie Sarajevo“, mit dem Ziel, in Sarajevo, wo zuvor keine Kinderherzchirurgie möglich war, eine derartige Institution und im weiteren Verlauf auch eine Erwachsenen-Herzchirurgie aufzubauen. Gemeinsam mit seinem Team absolvierte er im Rahmen dieses als „Hilfe zur Selbsthilfe“ firmierenden Projekts unentgeltlich zahlreiche Aufenthalte in Sarajevo. Für dieses Engagement wurde ihm im Jahr 2006 das Goldene Ehrenzeichen für Verdienste um die Republik Österreich verliehen. Laut Außenministerin Ursula Plassnik, die die Ehrung vornahm, hatte er mit seiner Initiative „die Beziehungen zwischen Österreich und Bosnien-Herzegowina mit besonderer menschlicher Wärme erfüllt.“ Im Jahr 2010 verlieh ihm die Stadt Sarajevo die Ehrenbürgerschaft.

## Gesellschaftliches und kulturelles Engagement
Als Jugendlicher und junger Erwachsener war Gregor Wollenek bei den Pfadfindern, bei der Jungschar, in Jugendgruppen und bei der Hochschülerschaft aktiv. Später trat er in Baden bei Wien mit einer Theatergruppe auf, und zwar meist in der Hauptrolle. Außerdem sang er im Badener Kammerchor. 2020/21 kuratierte er im Badener Haus der Kunst eine Ausstellung zum Thema Ikonen.

## Ehrungen und Auszeichnungen
- 2004: Preisträger der weißen Feder von Herzogenburg[11]
- 2006: Goldenes Ehrenzeichen für Verdienste um die Republik Österreich[8]
- 2007: Offiziersorden „Meritul Sanitar“ (Rumänien)[12]
- 2010: Ehrenbürger von Sarajevo[9]

## Schriften (Auswahl)
- Die Chirurgie des angeborenen Herzfehlers im Erwachsenenalter. Unter besonderer Berücksichtigung der Erfahrungen in Wien von 1962 bis 1996. Facultas-Univ.-Verl., Wien 1997, ISBN 978-3-85076-436-0.
- mit P. Simon, M. Marx, G. Amann, H. Gabriel, H. Baumgartner: Abnormer Ursprung der linken Koronararterie von der Pulmonalarterie – Wiener Erfahrungen mit dem Bland-White-Gerland-Syndrom (BWG). In: Journal für Kardiologie. Österreichische Zeitschrift für Herz-Kreislauferkrankungen 12/1998, S. 501–507.
- mit Michael Hermon M., Gudrun Burda, Johann Golej, Harald Boigner, Elisabeth Stoll, Erwin Kitzmüller und Gerhard Trittenwein: Methemoglobin formation in children with congenital heart disease treated with inhaled nitric oxide after cardiac surgery. In: Intensive care medicine 29, 2003, S. 447–452.
- mit Johanna Schlein, Paul Simon, Eva Base, Günther Laufer und Daniel Zimpfer: Aortic valve replacement in pediatric patients: 30 years single center experience. In: Journal of cardiothoracic surgery 16, 2021, S. 1–11.